# Concursul Muzical Eurovision Junior 2025
Concursul Eurovision Junior 2025 va fi a 23-a ediție a Concursului Eurovision Junior, organizat de Uniunea Europeană de Radiodifuziune (EBU) și de postul gazdă Georgian Public Broadcaster (GPB).  Concursul va avea loc pe 13 decembrie 2025 în sala mică a Palatului Olimpic , situat în Tbilisi, Georgia, în urma victoriei țării la ediția din 2024 cu piesa „To My Mom” de Andria Putkaradze . Aceasta va fi a doua oară când concursul va avea loc în țară, după 2017.  

## Locație
Spre deosebire de Concursul Eurovision, câștigătorul concursului Eurovision Junior din anul precedent nu primește automat dreptul de a găzdui următoarea ediție. Cu toate acestea, din 2011 (cu excepțiile edițiilor din 2012, 2015, 2018 și 2024) a devenit obișnuit ca câștigătorii să își asume sarcini de prezentare, iar din 2019, radiodifuzorul câștigător are drept de preemțiune în ceea ce privește găzduirea următoarei competiții. În 2024, radiodifuzorul francez France Télévisions i s-a acordat acest drept, dar în cele din urmă a renunțat la el, după ce a găzduit recent concursurile 2021 și 2023.
Pe 16 noiembrie 2024, după victoria sa în competiția din 2024, directorul Radiodifuziunii Publice din Georgia (GPB), ka a declarat că postul de radio va începe discuțiile cu EBU privind găzduirea concursului din 2025, deși nu a confirmat dacă țara respectivă va fi gazda.    GPB a anunțat la scurt timp după concursul din 2024, prin intermediul paginii sale oficiale de Facebook, că ediția din 2025 va avea loc în țară,  dar EBU a negat ulterior că ar fi ales Georgia drept țară gazdă, declarând că va lua o decizie la o dată ulterioară. 
Pe 4 aprilie 2025, postul de radio olandez AVROTROS a menționat în primul episod al audițiilor pentru Junior Songfestival 2025 că Junior Eurovision 2025 va avea loc în Georgia.  Pe 9 aprilie, Agenția de Achiziții Publice de Stat din Georgia a publicat documente care atestă că guvernul georgian, UER și GPB au convenit de comun acord că concursul va avea loc la Tbilisi pe 13 decembrie 2025;  acest lucru a fost confirmat și anunțat de UER și GPB pe 13 mai.  

## Lista provizorie a participanților
Eligibilitatea pentru participarea la Concursul Muzical Eurovision Junior necesită un radiodifuzor național cu statut de membru activ EBU, capabil să recepționeze concursul prin intermediul rețelei Eurovision și să îl transmită în direct la nivel național. UER lansează invitații de participare la concurs pentru toți membrii activi.
La data de mai 2025, radiodifuzorii din următoarele țări și-au confirmat public intenția de a participa la concursul din 2025. Croația urmează să revină după o absență de 10 ani,Muntenegru revenind deasemenea dupa ce a participat ultima data in 2015, în timp ce Estonia și Germania au ales să nu participe, deși au fost prezente la ediția precedentă.
| Țară              | Artist         | Cântec       | Limbă    |
| Albania           | Kroni Pula     | Fruta perime | albaneză |
| Armenia           |                |              |          |
| Cipru             |                |              |          |
| Croația           | Marino Vrgoč   |              |          |
| Franța            |                |              |          |
| Georgia           |                |              |          |
| Irlanda           |                |              |          |
| Italia            |                |              |          |
| Macedonia de Nord | Nela Mančeska  |              |          |
| Malta             |                |              |          |
| Muntenegru        |                |              |          |
| Polonia           | Marianna Kłos  |              |          |
| Portugalia        | Inês Gonçalves |              |          |
| San Marino        |                |              |          |
| Spania            |                |              |          |
| Țările de Jos     |                |              |          |
| Ucraina           |                |              |          |

Toți radiodifuzorii participanți pot alege să aibă comentatori la fața locului sau la distanță care să ofere informații și perspective publicului local despre vot. Uniunea Europeană de Radiodifuziune a oferit, de asemenea, în trecut, transmisiuni în direct internaționale ale concursului prin canalul său oficial de YouTube, fără comentarii.